# Samotni strzelcy
Samotni strzelcy (ang. The Lone Gunmen) – serial, spin-off Z Archiwum X. Powstawał w roku 2001. Pomysłodawcą i producentem byli Chris Carter, Vince Gilligan i John Shiban. W Polsce, wyemitowany dwukrotnie przez TVP2; w roku 2004 oraz latem 2006.

## Fabuła
Serial skupiony na trzech dziennikarzach, badających sprawy nie dające się wyjaśnić na drodze konwencjonalnego rozumowania i opisujących je na łamach swojej gazety "Samotny Strzelec". Ich pomoc okazała się przydatna agentom Mulderowi i Scully w rozwiązaniu zagadek, przed jakimi stawali pracownicy wydziału specjalnego FBI. Twórcy Z Archiwum X rozwijają poboczny wątek w oddzielnym serialu, którego bohaterami uczynili Johna Byersa, Melvina Frohike'a i Richarda Langly'ego.
"Samotni strzelcy", adresowani głównie do młodzieżowej widowni, mają komediowy ton i sensacyjno-przygodowy charakter, daleki od nawiązującej do filmów grozy i science fiction atmosfery Z Archiwum X.
Główną rywalką niejednokrotnie okazuje się Yves Adele Harlow, która zajmuje się szpiegostwem gospodarczym. Bywa, że agentka przychodzi "samotnym strzelcom" z pomocą, ale na ogół tylko wtedy, gdy widzi w tym korzyści dla siebie. Oni sami zyskają wkrótce pomocnika w osobie niepozornego Jimmy'ego Bonda.

## Obsada
- Bruce Harwood – Byers
- Tom Braidwood – Frohike
- Dean Haglund – Langly
- Zuleikha Robinson – Yves Adele Harlow
- Stephen Snedden – Jimmy Bond

## Lista odcinków

### Seria 1
| № | Nr | Tytuł                                                              | Reżyseria         | Scenariusz                                                | Premiera (FOX)   | Premiera w Polsce (TVP2) |
| --- | -- | ------------------------------------------------------------------ | ----------------- | --------------------------------------------------------- | ---------------- | ------------------------ |
| 1 | 1  | Pilot                                                              | Rob Bowman        | Chris Carter, Vince Gilligan, John Shiban, Frank Spotnitz | 4 marca 2001     | 9 października 2004      |
| "Strzelcy" usiłują wykraść z firmy E-ComCon w Wirginii najnowszy procesor Octium IV, który monitoruje swoich użytkowników. W ostatniej chwili procesor zabiera im sprzed nosa brodaty mężczyzna. Jak się niebawem okaże, była to przebrana Yves Adele Harlow. Tymczasem John Byers dostaje wiadomość o tajemniczej śmierci ojca, naukowca Berta Byersa, z którym nie widział się od lat. Na pogrzebie spotyka przyjaciela ojca, Raya Helma, który sugeruje, że rzekomy wypadek samochodowy mógł być morderstwem. Byers, Frohike i Langly postanawiają wyjaśnić tę zagadkę. Na dywanie w domu Berta znajdują ślady krwi, ale nie jest to jego krew. W komputerze Berta ktoś wykasował wiele plików w godzinę po jego domniemanej śmierci. Sprawa zaczyna się komplikować, lecz "strzelcy" nie rezygnują. |    |                                                                    |                   |                                                           |                  |                          |
| 2 | 2  | Bond, Jimmy Bond                                                   | Bryan Spicer      | Vince Gilligan, John Shiban, Frank Spotnitz               | 11 marca 2001    | 16 października 2004     |
| W redakcji "Samotnego Strzelca" zjawia się Yves Harlow z informacją o zamordowaniu słynnego hakera, Alexa Goldsmitha. Policja przypuszcza, że był on zamieszany w handel narkotykami i zginął z ręki kontrahentów lub wspólników. Yves, Byers, Frohike i Langly składają wizytę matce zabitego. Przeszukując jego pokój, znajdują czek na milion dolarów. Idąc tropem wystawcy czeku, dziennikarze odkrywają fałszywą fundację charytatywną, która służy ambasadzie jednego z krajów byłego ZSRR do prania pieniędzy. Okazuje się, że Alex pomagał im w kradzieży pieniędzy, włamując się za pośrednictwem internetu do bankowych kont. Pieniądze miały posłużyć do zakupu broni. Jako przykrywka faktycznej działalności fundacji służyła drużyna futbolowa złożona z niewidomych graczy "sterowanych" za pomocą umieszczonych w ich kaskach nadajników. Trenerem drużyny był zapalony sportowiec Jimmy Bond. Kiedy chłopak dowiaduje się, czemu naprawdę służyła rzekomo charytatywna organizacja, rezygnuje z dalszej pracy na jej rzecz i przyłącza się do "samotnych strzelców". Siłą fizyczną i zapałem nadrabia niedobory intelektu. Dzięki jego pomocy finansowej ukazuje się też kolejny numer pisma. |    |                                                                    |                   |                                                           |                  |                          |
| 3 | 3  | Eine Kleine Frohike                                                | David Jackson     | John Shiban                                               | 16 marca 2001    | 23 października 2004     |
| "Samotni strzelcy" poszukują kolaborantki, która w okupowanej Francji mordowała członków ruchu oporu, serwując im zatrute ciasteczka. Madame Davos, znana jako "trucicielka z Alzacji", mieszka teraz w Stanach Zjednoczonych pod przybranym nazwiskiem. Aby ją zdemaskować, Melvin Frohike zgadza się udawać jej zaginionego syna, którego pani Davos była zmuszona porzucić w czasie wojny, gdy był jeszcze niemowlęciem. Wkrótce okazuje się, że dziennikarze śledzą niewłaściwą staruszkę, która również utraciła syna podczas wojny. |    |                                                                    |                   |                                                           |                  |                          |
| 4 | 4  | Like Water for Octane                                              | Richard Compton   | Collin Friesen                                            | 18 marca 2001    | 30 października 2004     |
| "Strzelcy" usiłują odnaleźć zaginiony przed laty wynalazek Stana Mizera: samochód na wodę. Jego twórca zaginął w drodze do Detroit, gdzie chciał przedstawić swoje dzieło trzem znanym producentom samochodów. Po wielu perypetiach Frohike, Byers i Langly odnajdują go w stodole u zaprzyjaźnionego farmera. Ku ogólnemu rozczarowaniu, okazuje się jednak, że pojazd na wodę nie rozwiąże problemów światowej ekologii. Wręcz przeciwnie, przyczyni się do wzrostu potęgi kompanii naftowych i przemysłu motoryzacyjnego. |    |                                                                    |                   |                                                           |                  |                          |
| 5 | 5  | Three Men and a Smoking Diaper                                     | Bryan Spicer      | Chris Carter                                              | 23 marca 2001    | 6 listopada 2004         |
| W ostatnim dniu kampanii wyborczej "samotni strzelcy" postanawiają opublikować artykuł obciążający senatora Richarda Jeffersona, który jest podejrzany o udział w zamordowaniu jednej ze swoich pracownic, Barbary Bonabo. W poszukiwaniu dowodów zbrodni Jimmy Bond zgłasza się do sztabu wyborczego senatora, oferując swoje usługi. Okazuje się, że zmarła dziewczyna zostawiła dziecko, którego ojcem jest właśnie Jefferson. Niemowlę trafia pod opiekę "strzelców". |    |                                                                    |                   |                                                           |                  |                          |
| 6 | 6  | Madam, I'm Adam                                                    | Bryan Spicer      | Thomas Schnauz                                            | 30 marca 2001    | 13 listopada 2004        |
| Jimmy Bond odbiera telefon od Adama Burgessa, który twierdzi, że pochodzi z równoległego świata i został zrzucony na Ziemię przez kosmitów. Zapewnia, że ma dom i żonę, ale ktoś ukradł mu całe jego życie. Na potwierdzenie swoich słów podaje różne szczegóły dotyczące domu i okolicy, w której mieszkał, lecz jednocześnie nie posiada żadnych dokumentów, a jego nazwisko nie widnieje w żadnej urzędowej kartotece. Na dodatek, w jego domniemanym domu mieszkają inni ludzie. Dociekliwi "strzelcy" decydują się pomóc Burgessowi w wyjaśnieniu zagadki, ale odkrywają, że na karku ma on wtyczkę, a w mózgu – przewody. |    |                                                                    |                   |                                                           |                  |                          |
| 7 | 7  | Planet of the Frohikes (A Short History of My Demeaning Captivity) | John T. Kretchmer | Vince Gilligan                                            | 6 kwietnia 2001  | 20 listopada 2004        |
| brak opisu |    |                                                                    |                   |                                                           |                  |                          |
| 8 | 8  | Maximum Byers                                                      | Vincent Misiano   | Vince Gilligan, Frank Spotnitz                            | 13 kwietnia 2001 | 27 listopada 2004        |
| Alberta Pfeiffer, starsza pani, wierna czytelniczka "Samotnego strzelca", zwraca się do trójki dziennikarzy z prośbą o pomoc. Twierdzi, że jej syn, Douglas, został niewinnie oskarżony o morderstwo i skazany na śmierć. Za namową Jimmy'ego "strzelcy" podejmują ryzykowną akcję. John Byers i Jimmy Bond, przebrani za więźniów, dołączają do konwoju i lądują w celach śmierci. Zapał Jimmy'ego do niesienia pomocy słabnie, gdy więzienna rzeczywistość okazuje się inna od jego wyobrażeń. Na dodatek, Douglas nie jest niewinny. |    |                                                                    |                   |                                                           |                  |                          |
| 9 | 9  | Diagnosis: Jimmy                                                   | Bryan Spicer      | John Shiban                                               | 20 kwietnia 2001 | 4 grudnia 2004           |
| "Samotni strzelcy" postanawiają unieszkodliwić kłusownika, który zabija niedźwiedzie grizzly, by sprzedawać ich pęcherzyki żółciowe, które w Chinach są czterokrotnie więcej warte niż złoto. Zadanie to wymaga nie tylko cierpliwości, lecz i odporności na zimno. W najważniejszym momencie Jimmy ulega wypadkowi i trzeba go odwieźć do szpitala. Jimmy zachowuje czujność i udaje mu się wykryć nie mniejszą aferę – wpada na trop chirurga, który morduje swoich pacjentów. |    |                                                                    |                   |                                                           |                  |                          |
| 10 | 10 | Tango de los Pistoleros                                            | Bryan Spicer      | Thomas Schnauz                                            | 27 kwietnia 2001 | 11 grudnia 2004          |
| "Samotni strzelcy" narażają się Yves Harlow: przeszkadzają jej w śledzeniu pewnego przemytnika, Santavosa. Yves nie daje za wygraną i postanawia zostać partnerką podejrzanego mężczyzny w konkursie tanecznym. Udaje się jej pozbyć jego dotychczasowej partnerki, Carlotty, i zająć jej miejsce. Byers, Langly, Frohike i Jimmy również stają do konkursu. Ponieważ przemycanym towarem są tajemnice dotyczące obrony kraju, motywowani patriotyzmem "strzelcy" postanawiają przyłączyć się do Yves. Nieoczekiwanie muszą ratować ją z opresji, gdy dziewczyna zakochuje się w swoim partnerze. |    |                                                                    |                   |                                                           |                  |                          |
| 11 | 11 | The Lying Game                                                     | Richard Compton   | Nandi Bowe                                                | 4 maja 2001      | 18 grudnia 2004          |
| "Strzelcy" podejmują śledztwo w sprawie morderstwa, którego ofiarą padł Jeff Strode, były kolega Byersa ze studiów i jego współlokator z akademika. Sprawę zleca im siostra zamordowanego, Carol. Ku ich zdumieniu, wszystko wskazuje na to, że mordercą jest Walter Skinner z FBI. Byers nie wierzy w taką wersję wydarzeń. Z pomocą Yves "strzelcy" odkrywają, że morderstwo było upozorowane, ale ich próby dotarcia do prawdy poważnie utrudniły tajną akcję policji federalnej, która miała na celu zlikwidowanie siatki rosyjskiej mafii działającej w Stanach Zjednoczonych. |    |                                                                    |                   |                                                           |                  |                          |
| 12 | 12 | All About Yves                                                     | Bryan Spicer      | Vince Gilligan, John Shiban, Frank Spotnitz               | 11 maja 2001     | 8 stycznia 2005          |
| "Ringo" Langly wspomina ulubionych bohaterów dzieciństwa. Czołowe miejsce zajmuje wśród nich Kapitan Toby, który prowadził telewizyjny program dla dzieci. Okazuje się, że program ten został po latach wskrzeszony w nowej scenografii i oprawie muzycznej. "Strzelcy" odkrywają to przypadkowo, gdy wybierają się na plan zdjęciowy, aby zbadać okoliczności zagadkowych śmierci dwóch pracowników. Wszystko wskazuje na to, że Kapitan Toby jest agentem obcego państwa i podczas emisji programu dla dzieci przekazuje za granicę tajemnice wojskowe. |    |                                                                    |                   |                                                           |                  |                          |
| 13 | 13 | The Cap'n Toby Show                                                | Carol Banker      | Vince Gilligan, John Shiban, Frank Spotnitz               | 1 czerwca 2001   | 15 stycznia 2005         |
| "Strzelcy" odkrywają nowe źródło informacji – agencję rządową o nazwie Romeo 61. Podejrzewają, że Yves Harlow jest związana z tą agencją i postanawiają ją zdemaskować. Tymczasem Yves nawiązuje kontakt z agentem Mulderem, któremu chce przekazać informacje. "Strzelcy" mają kłopoty, a Yves, śpiesząc im na ratunek, sama wpada w pułapkę zastawioną przez agencję Romeo 61. |    |                                                                    |                   |                                                           |                  |                          |

### Jump the Shark(odcinek serialuZ archiwum X)
| № | Nr | Tytuł          | Tytuł polski                                        | Reżyseria  | Scenariusz                                  | Premiera (FOX)   | Premiera w Polsce (Tele5) |
| --- | -- | -------------- | --------------------------------------------------- | ---------- | ------------------------------------------- | ---------------- | ------------------------- |
| 197 | 15 | Jump the Shark | Skok przez rekina Przeskoczenie rekina (FOX Polska) | Cliff Bole | Vince Gilligan, John Shiban, Frank Spotnitz | 21 kwietnia 2002 | 24 maja 2013              |
| Morris Fletcher zwraca się do agentów FBI; Moniki Reyes i Johna Doggetta, prosząc o ochronę. Przez przypadek wspomina o super-żołnierzach. Pada nazwisko Yves Adele Harlow. Samotni Strzelcy postanawiają ją wytropić. Okazuje się, że jest ona wplątana w wątek bioterrorystyczny. Uwagi: Odcinek kończy wątek, rozpoczęty w ostatnim odcinku "Samotnych strzelców" i zakończony cliffhangerem. |    |                |                                                     |            |                                             |                  |                           |